# Riccardo Mannelli
(Riccardo Mannelli)
Riccardo Mannelli (Pistoia, 20 gennaio 1955) è un artista e disegnatore italiano.

## Biografia
Diplomato geometra ha iniziato a frequentare la Facoltà di Architettura a Firenze “ma – aggiunge – non ho mai completato gli studi. (..) Ebbi la fortuna di incontrare Emilio Isca di Torino, che pubblicava Help, l'unica rivista satirica dell'epoca e cominciai a fare qualche disegno per lui e da lì è cominciata la mia professione". Durante il servizio militare a Pisa, nel 1980, pubblica con il nome di Folgore. Autore di reportage illustrati prima per La Repubblica poi per Cuore. Ha vissuto per tre mesi in Nicaragua tra il 1982-83 durante la rivoluzione sandinista

## Collaborazioni
È stato sotto le bombe nella guerra jugoslava come un "Pirla" si autodefinisce in una intervista concessa al quotidiano la Repubblica " Di solito i giornalisti, nei luoghi di guerra, lavorano in albergo, raccogliendo le agenzie di stampa. Io invece chiedo i permessi, noleggio un'auto e vado a vedere di persona (...) Mi metto li e disegno. Lo faccio dai campi di battaglia, dai caffè, dall'interno di una utilitaria con cui negli anni '80, ho vagabondato per 20.000 chilometri".
Ha realizzato il fregio virtuale “Apoteosi dei corrotti” proiettato sulla parete esterna dell'Ara Pacis di Roma, del 2009 è la mostra “Teneri Barbari” insieme al fotografo ceco Jan Saudek; nel 2011 espone per la prima volta l'intero ciclo pittorico “COMMEDIA IN Z.E.R.O.” nell'ambito delle Mostre d'arte del 54º Festival di Spoleto. Sempre nel 2011 è invitato alla 54ª Biennale di Venezia dove espone tre opere nel Padiglione Italia. In questo stesso anno riceve il premio Forte dei Marmi per la Satira Politica.
Ha collaborato con i principali periodici satirici italiani (Il Male, della cui cooperativa è stato tra i fondatori, Cuore, Boxer), con riviste a fumetti come Linus e Alter Linus, e con giornali e riviste come Playmen, Blue (Coniglio Editore) L'Europeo, La Stampa, Il Messaggero, Lotta Continua, il manifesto, la Repubblica e per l'estero L'Heco des Savanes (Francia), Humor, Pagina 12 (Argentina). Collabora a Il Fatto Quotidiano.
Sua è la copertina dell'album Ritorno al presente di Paola Turci.
Insegna Disegno dal vero e Anatomia all'istituto Europeo del Design.

## Opere principali
- Rops + Mannelli. Incantazioni /Anatomie dello spirito, Ed. Philobiblon 2015
- Fine penna mai - tutti i disegni satirici della rubrica fuorigioco pubblicati da "Il fatto quotidiano"  con la prefazione di Marco Travaglio Ed. Mompracem, 2013
- Apoteosi dei corrotti: disegni preparatori per un fregio celebrativo (con testi di Filippo Ceccarelli e Marco Travaglio), Roma, Coniglio, 2009
- "Therese Philosophe" Denis Diderot – illustrazioni di Riccardo Mannelli Coniglio Editore, 2007
- Jan Saudek – Riccardo Mannelli Teneri barbari / tender barbarians - a cura dell'istituto culturale ceco
- Carni scelte – Blue book 1994
- Appunti, cronache, reportages, saldi di fine secolo - Roma, Daga, 1990
- Nicaragua - introduzione di Saverio Tutino, S.l., Sestili, 1985
- Chilometri di chili: viaggi fra le anatomie metropolitane - illustrazioni scritte di Costantino Liquori, Roma, Phantasmagorie, 1984

## Mostre
Personali
- 2016 - Bellezza vera, Galleria Gagliardi, San Gimignano Settembre/Ottobre 2016[4]
- 2016 - Notes for the Reconstruction of Beauty, Building Bridges Art exchange, Los Angeles CA Gennaio/Marzo 2016
- 2015 - Rops + Mannelli. Incantazioni /Anatomie dello spirito, con Félicien Rops, Palazzo Ducale, Urbino
- 2015 - Rops + Mannelli. Incantazioni /Anatomie dello spirito, con Félicien Rops, Philobiblon, Roma
- 2013 - Appunti per la ricostruzione della bellezza, Studio Rosai, Firenze
- 2012 - A. Parlando proprio di corpo, Tricromia Gallery, Roma
- 2012 - Appunti per la ricostruzione della bellezza, Galleria Gagliardi, San Gimignano
- 2011 - Appunti per la ricostruzione della bellezza, Studio 7 Arte Contemporanea, Rieti
- 2009 - Teneri Barbari, con Jan Saudek, Castello Carlo V, Monopoli
- 2010 - Je suis l'excessive, Tricromia Gallery, Roma
- 2006 - In sonno, Tricromia Gallery, Roma
- 2005 - Stanze di guerra, C.S. Brancaleone, Roma
- 2002 - Eccetto me e la mia scimmia, Teatro Puccini
- 1999 - Global soup, Galleria A.A.M., Roma

Collettive
- 2011 - Padiglione Italia, 54ª Biennale di Venezia, Venezia
- 2011 - Mostre d'arte del 54º Festival dei 2 mondi di Spoleto, Spoleto
- 2011 - (In) Sofferenza, Galerie Stephan Stumpf, Monaco
- 2010 - Ritratti Italiani, Fondazione Durini, Milano

## Riconoscimenti
- Premio Caran d'Ache al Salone Internazionale dei Comics (1992)